# Eulogio Goycolea Garay
Eulogio Goycolea Garay (Calbuco, 10 de marzo de 1861-Arica, 27 de febrero de 1880) fue un marino de la Armada de Chile que como aspirante naval participó en la guerra del Pacífico y murió a bordo del monitor Huáscar mientras atacaba la plaza fuerte de Arica.

## Biografía

### Infancia y juventud
Nació en la isla de Calbuco el 10 de marzo de 1861, siendo el menor de ocho hijos del matrimonio de Martín Goycolea Oñaderra y Carmen Garay. Su hermana Emilia fue esposa del teniente Ignacio Serrano, héroe del combate naval de Iquique.
Sus primeras letras las aprendió en la Escuela Pública Elemental N.º 1 de Calbuco, pasando luego al liceo de Ancud, y posteriormente a establecimientos educacionales en Concepción, Puerto Montt y Valparaíso. Durante esta fase escolar, y antes de su ingreso a la Armada, comenzó a destacar como un joven poeta, dejando inconclusa su obra "Primeros ensayos de versificación de Eulogio Goycolea".

### Carrera naval
En el marco de la Guerra del Pacífico, el 21 de mayo de 1879 se produce el combate naval de Iquique, que acaba con el hundimiento de la corbeta Esmeralda y la muerte heroica de un conjunto de marinos chilenos, incluyendo su cuñado Ignacio Serrano, quien intentó abordar el Monitor Huáscar siguiendo el ejemplo de Arturo Prat. Este hecho impacta profundamente en Goycolea y lo motiva a ingresar a la Armada de Chile a la edad de 18 años.
Luego de un corto período de instrucción el 2 de agosto de 1879 fue destinado como tripulante de la goleta Covadonga, que estaba bajo el mando del capitán Manuel Joaquín Orella Echanez. A bordo de este buque participa de un intento de torpedeo a naves peruanas el 4 de octubre frente al puerto de Arica, instancia donde también se realizó un intercambio de disparos con la cañonera peruana Pilcomayo, sin que hubieran daños.
El 8 de octubre de 1879 participa, como tripulante de la Covadonga, en el combate naval de Angamos, donde los buques chilenos dirigidos por el chilote Galvarino Riveros Cárdenas obtienen la victoria frente a las fuerzas peruanas y logran la captura del Monitor Huascar. No obstante, a diferencia de otros buques, en este combate la Covadonga de Goycolea no tiene un rol significativo.
Después de la batalla naval de Angamos, el Huáscar fue reparado en Valparaíso y se le reforzó su artillería con dos cañones cuyo alcance era alrededor de los 7.000 metros, con el propósito de que pudiese batir la artillería de los fuertes de El Callao y Arica, que tenían menor alcance. El mando del monitor se le asignó al capitán de fragata Manuel Thomson Porto Mariño, y entre su tripulación se incluyó al joven Eulogio Goycolea, quien hasta entonces había sido parte de la Covadonga.
Bajo el liderazgo de Thomson el Huáscar dejó Valparaíso y se drigió a a la ciudad de Arica, donde arribó el 25 de febrero de 1880. Dos días después, Thomson observó que un ferrocarril procedente de Tacna se dirigía a Arica, frente lo cual acercó el buque a tierra y detuvo el tren a cañonazos. En respuesta, la artillería peruana concentró sus tiros sobre el monitor, logrando que  una granada explotara cerca de un cañón, hiriendo mortalmente al aspirante Goycolea, quien fallece poco después a causa de sus heridas.

## En la cultura
Eulogio Goycolea es reivindicado como el principal héroe militar de la ciudad de Calbuco, y es por ello que tanto la más antigua escuela de la ciudad, como una de sus principales calles, llevan su nombre. Si bien actualmente esta comuna es parte de la Provincia de Llanquihue, Eulogio Goycolea nació en ella antes de su separación de la antigua Provincia de Chiloé (22 de octubre de 1861). Es por ello que también ha sido reivindicado como un héroe militar de Chiloé por intelectuales locales como Francisco Cavada y Darío Cavada.